# Adam Davies (Schriftsteller)

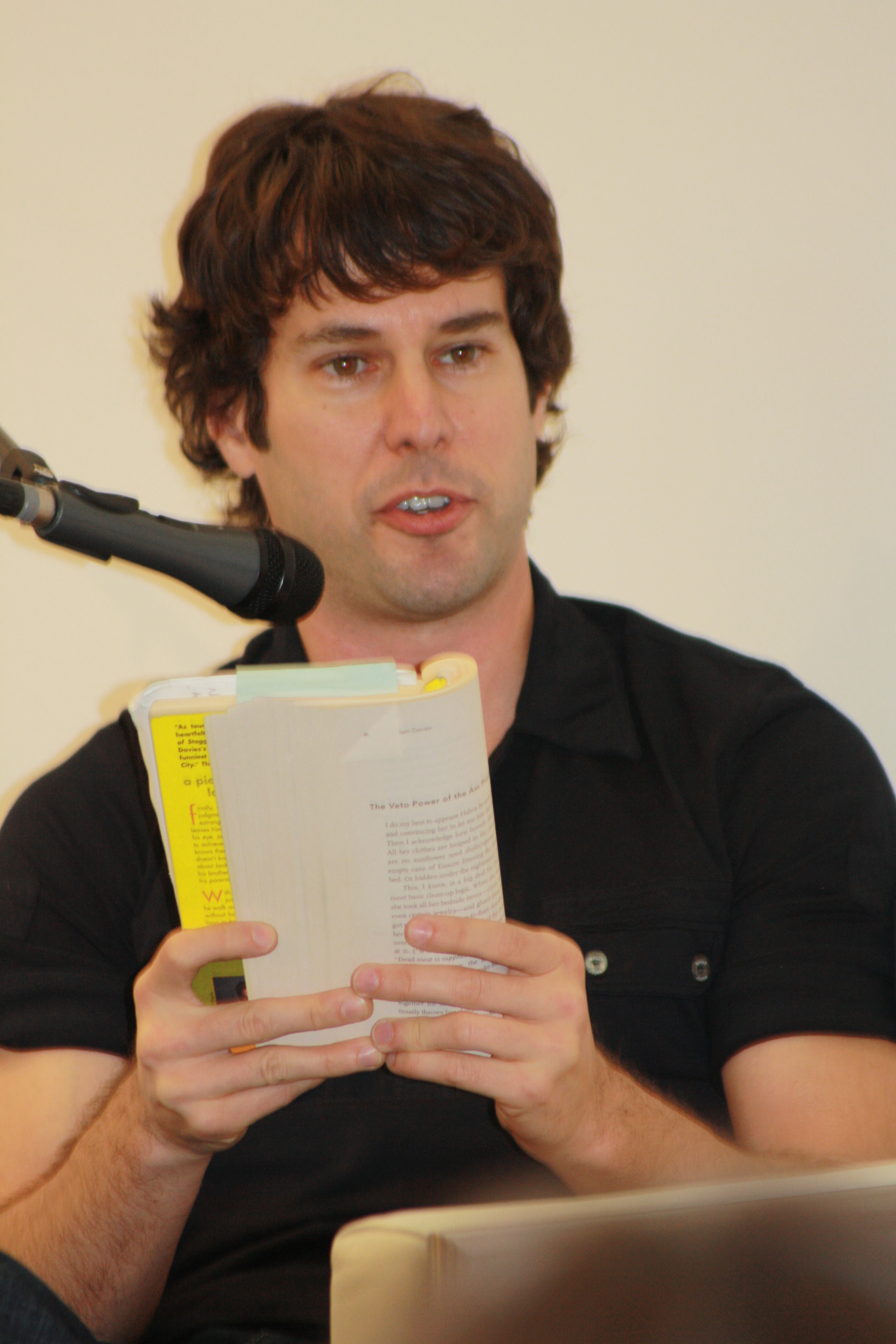
Adam Davies auf der Leipziger Buchmesse 2009

Adam Davies (* 1971 in Louisville, Kentucky) ist ein US-amerikanischer Schriftsteller.

## Leben
Davies studierte an der Syracuse University und nahm dann in New York eine Stelle als Lektoratsassistent im Verlag Random House an. Danach wurde er Dozent für Englische Literatur an der University of Georgia und am Savannah College of Art & Design.
Sein 2002 erschienenes Romandebüt The Frog King ist die Geschichte eines Mannes, dessen Leben komplett aus den Fugen geraten ist. Aus Liebe zu einer Frau gelingt es ihm, sein Leben wieder in den Griff zu bekommen. Froschkönig wurde ein Bestseller und u. a. auch ins Deutsche übersetzt. Sein zweiter Roman Goodbye Lemon, die Geschichte einer dysfunktionalen Familie, erschien in den USA 2006, auf Deutsch 2008. 2010 wurde der dritte Roman Dein oder mein (engl. Mine all mine) in Deutschland veröffentlicht.

## Werke in deutscher Übersetzung
- Froschkönig, Zürich 2007, ISBN 978-3-257-06601-2. (The Frog King, 2002)
- Goodbye Lemon, Zürich 2008, ISBN 978-3-257-06679-1. (Goodbye Lemon, 2006)
- Dein oder mein, aus dem Englischen von Hans M. Herzog, Diogenes, Zürich 2010, ISBN 978-3-257-06742-2. (Mine All Mine, 2008) Dieses Werk erwähnt den Diebstahl der Saliera 2003 in Wien und den 2006 überführten Dieb Mang.